# Maison Henry
La maison Henry est une maison en pierre située au 1222 rue Barrington (en) en Nouvelle-Écosse.
Construite en 1834, elle a été désignée lieu historique national du Canada en 1969.

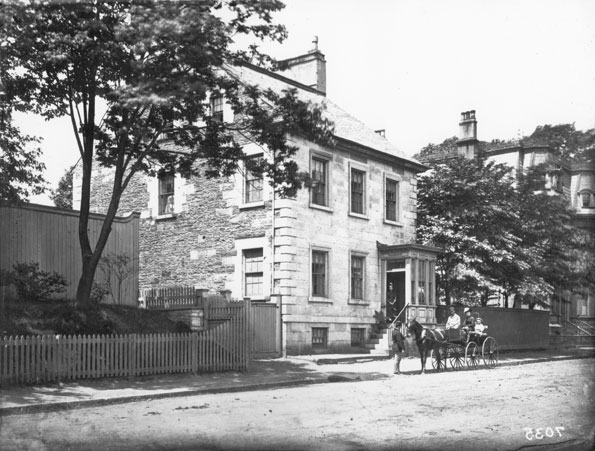
Maison Henry vers 1879.

William A. Henry (1816-1888), avocat, homme politique, un des Pères de la Confédération et juge à la Cour suprême du Canada, a vécu dans cette maison.